# 577 هـ
577 هـ هي سنة في التقويم الهجري امتدت مقابلةً في التقويم الميلادي بين سنتي 1181 و1182.

## مواليد
- ابن الصلاح
- زكي الدين البرزالي
- الحسن بن محمد الصغاني
- العز بن عبد السلام، عالم وقاضي مسلم (توفي 660 هـ)

## وفيات
- الصالح إسماعيل
- أبو البركات الأنباري
- ابن المتقنة
- توران شاه بن أيوب